# Flagler Estates
Flagler Estates es un lugar designado por el censo ubicado en el condado de San Juan en el estado estadounidense de Florida. En el Censo de 2010 tenía una población de 3.215 habitantes y una densidad poblacional de 103,99 personas por km².

## Geografía
Flagler Estates se encuentra ubicado en las coordenadas 29°38′44″N 81°27′25″O / 29.64556, -81.45694. Según la Oficina del Censo de los Estados Unidos, Flagler Estates tiene una superficie total de 30.92 km², de la cual 30.7 km² corresponden a tierra firme y (0.7%) 0.22 km² es agua.

## Demografía
Según el censo de 2010, había 3.215 personas residiendo en Flagler Estates. La densidad de población era de 103,99 hab./km². De los 3.215 habitantes, Flagler Estates estaba compuesto por el 89.02% blancos, el 6.19% eran afroamericanos, el 1.03% eran amerindios, el 0.34% eran asiáticos, el 0.12% eran isleños del Pacífico, el 1.62% eran de otras razas y el 1.68% pertenecían a dos o más razas. Del total de la población el 6.25% eran hispanos o latinos de cualquier raza.